# Школски лист (часопис)
Школски лист је часопис основан 1858. године у Новом Саду. Био је први педагошки часопис у Србији где се штампају текстови за учитеље и децу и омладину. Престао је са излажењем 1910. године.

## Историјат
Оснивач часописа био је лекар Ђорђе Натошевић (1821—1887), који је напустио лекарски позив и посветио се школском раду. У педагошкој и просветитељској делатности Натошевић је уочио потребу за периодичном публикацијом која би својим садржајем била прикладна за децу и омладину школског узраста. Ђорђе Натошевић је постављен за врховног надзорника свих православних вероисповедних школа у Карловачкој митрополији 1857. године. Пошто до тада није постојао ниједан стручни часопис намењен учитељима, Натошевић долази на идеју о покретању Школског листа. Његову идеју је прихватио новосадски штампар Данило Медаковић. Школски лист је излазио тридесет девет година.
Први број је изашао 16. октобра 1858. године. Године 1859. основан је Фонд Школског листа одакле би се часопис издржавао, а за руководиоца фонда изабран је Никола Вукићевић.
Школски лист је излазио десет година под уредништвом Ђорђа Рајковића, Ђорђа Натошевића и Николе Вукићевића и садржао је текстове за децу у стиху или прози.
Године 1865. почео је да излази и додатак Школском листу - Додатак Школском листу који је имао забавни карактер и био намењен ученицима млађег школског узраста. Сматра се да је Додатак претходница првом српском часопису за децу Пријатељ српске младежи.
Године 1906. поднаслов је Часопис за даље образовање српских народних учитеља. Званични лист Школског савета.

### Пријатељ србске младежи
Пријатељ србске младежи је први српски часопис за децу који је почео да излази 1866. и 1867. године у Сомбору као месечни додатак часопису Школски лист. Има своју годину излажења и нумерацију. Његов уредник био је Никола Вукићевић, који је дотле уређивао Школски лист заједно са Ђорђем Натошевићем.

## Уредници
- Год. 5, (1862)-год. 7 (1865) уређује Ђорђе Натошевић;
- Год. 8 (1866)-год. 11 (1869), год. 12 (1880)-год. 35 (1903) уређује Никола Вукићевић;
- Год. 36 (1906)-год. 37 (1907) уредник је Ђорђе Поповић;
- Год. 38 (1909)-год. 39 (1910) уређују Мита Клицин и Божидар Борђошки.

## Теме
Школски лист је био намењен стручном усавршавању учитеља. Објављивани су чланци о школи, учитељима, радови из опште педагогије, дидактике и методике, методска упутства, грађа из свих наставних предмета, као и прописи и одлуке просветних власти.
Медаковић 1859. године објављује програм часописа: васпитање и школа. Чланци из васпитања баве се телесним, умним, душевним и друштвеним васпитањем деце. У оквиру ове области објављују се библијске, религиозне и моралне приповетке, басне, одабрани псалми и текстови из јеванђеља, народне пословице и песме.
Из области школства објављују се практична методичка упутства из појединих предмета намењена учитељима, обавештења о стању у школама, вести из српских, али и страних школа, школске наредбе, извештаји, песме, афоризми, постављења и други огласи.
Рубрике са новоизашлим књигама јављају се од 1883. године. Носе називе: Нове књиге, Нове књиге и листови, Прикази, Прикази нових књига и Педагошки листови.
- Поезија
- Проза
- Бајке
- Басне
- Пословице
- Загонетке
- Забавни и поучни текстови прилагођени деци школског узраста.

### Библиографије у Школском листу
Библиографије у самом часопису никад нису поменуте као тачка програма. Али је објављивана специфична библиографија школских уџбеника за српске основне и донекле средње школе у Аустоугарској.

## Периодичност
Часопис је излазио различито, једном недељно, три пута месечно, једном месечно и два пута месечно. Било је и престанка излажења. Прекиди у излажењу: 1870-1879, 1904-1905, 1908.
- На почетку је излазио једном недељно.
- Од броја 5 1862. три пута месечно.
- Од 1865. два пута месечно
- Од 16. броја 1885. месечно
- Од 1909. два пута месечно

## Сарадници
Сарадници часописа Школски лист били су и Јован Јовановић - Змај и Стеван В. Поповић. Овај лист је дао обележје развоју књижевности за децу.
Уредници и сарадници часописа све вереме излажења часописа су се трудили да испоштују програм часописа који се огледао у унапређењу школства и наставе. Они су обавештавали и препоручивали учитељима педагошку и уџбеничку литературу.

## Место излажења
- Излази у Новом Саду до 1862.
- Излази у Будиму од 1864.
- Излази у Сомбору од 1866. до 1903.
- Излази у Сремским Карловцима од 1904.

## Галерија
- Школски лист, први број, 1858.
- Школски лист, 1862.
- Школски лист, 1881-1882.
- Школски лист, поднаслов Часопис за даље образовање српских народних учитеља. Званични лист Школског савета, 1906.